# 石橋インターチェンジ
石橋インターチェンジ（いしばしインターチェンジ）は、神奈川県小田原市早川にある西湘バイパス支線のインターチェンジである。西湘バイパス支線はこのICが終点である。
「石橋」という名称だが、所在地は早川インターチェンジと同じ神奈川県小田原市早川に所在し、神奈川県小田原市石橋へは少々距離がある。
ここから真鶴道路東側入口までは接続するバイパス道路がなく、交通渋滞が起こる。そのため、この先真鶴道路までのバイパス整備計画および迂回路として小田原湯河原広域農道の整備計画がある。

## 接続道路
- 国道135号
- 近くに真鶴道路（国道135号経由）

## 料金所

### 入口
- 一般レーン : １
- ETC専用レーン : 1
- 一般、ETC兼用レーン：1

### 出口
- 一般レーン : 2
- ETC専用レーン : 1
- 一般、ETC兼用レーン：1

## 歴史
- 1995年（平成7年）3月22日：供用開始。

## 周辺
- ヒルトン小田原リゾート&スパ
- 岩漁港
- 石橋漁港

## 隣
E84 西湘バイパス 石橋支線
早川JCT - 石橋IC